# Atherigona robertsi
Atherigona robertsi este o specie de muște din genul Atherigona, familia Muscidae, descrisă de Deeming în anul 1971.
Este endemică în Nigeria. Conform Catalogue of Life specia Atherigona robertsi nu are subspecii cunoscute.